# 移動性精巣
移動性精巣（いどうせいせいそう）または遊走精巣（ゆうそうせいそう）（英: Retractile testis）とは、小児において精巣が陰嚢に下降しているものの、刺激により容易に鼠径管内に逆走する状態をいう。多くの場合、精巣挙筋の自然な収縮による。発生学的な異常ではないので、血管、精管、鼠径管等は正常に形成されている。用手法で精巣を触知し引き下ろすことが出来る。精巣が陰嚢内で移動すること自体は異常ではなく、陰嚢高位に強く牽引されているものが問題とされる。